# مونتیا
مونتیا (به اسپانیایی: Montilla) یک دهستان در اسپانیا است که در استان کوردوبا (اسپانیا) واقع شده‌است. مونتیا ۱۶۸٫۵ کیلومتر مربع مساحت و ۲۳٬۸۳۶ نفر جمعیت دارد و ۳۷۱ متر بالاتر از سطح دریا واقع شده‌است.

## خواهرخوانده
شهر چرینیولا خواهرخواندهٔ مونتیا هست.